# 天赐庄

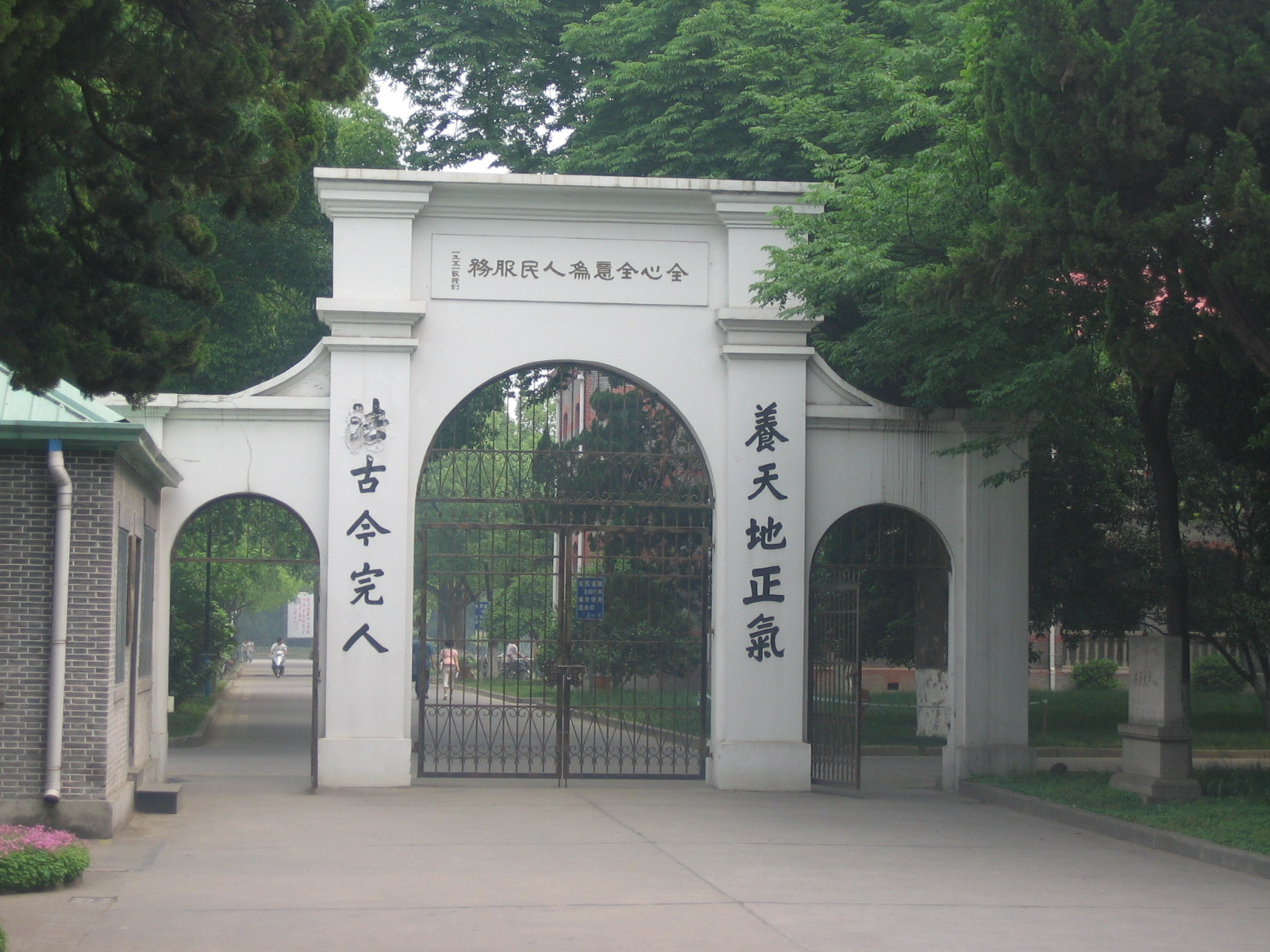
东吴大学校门

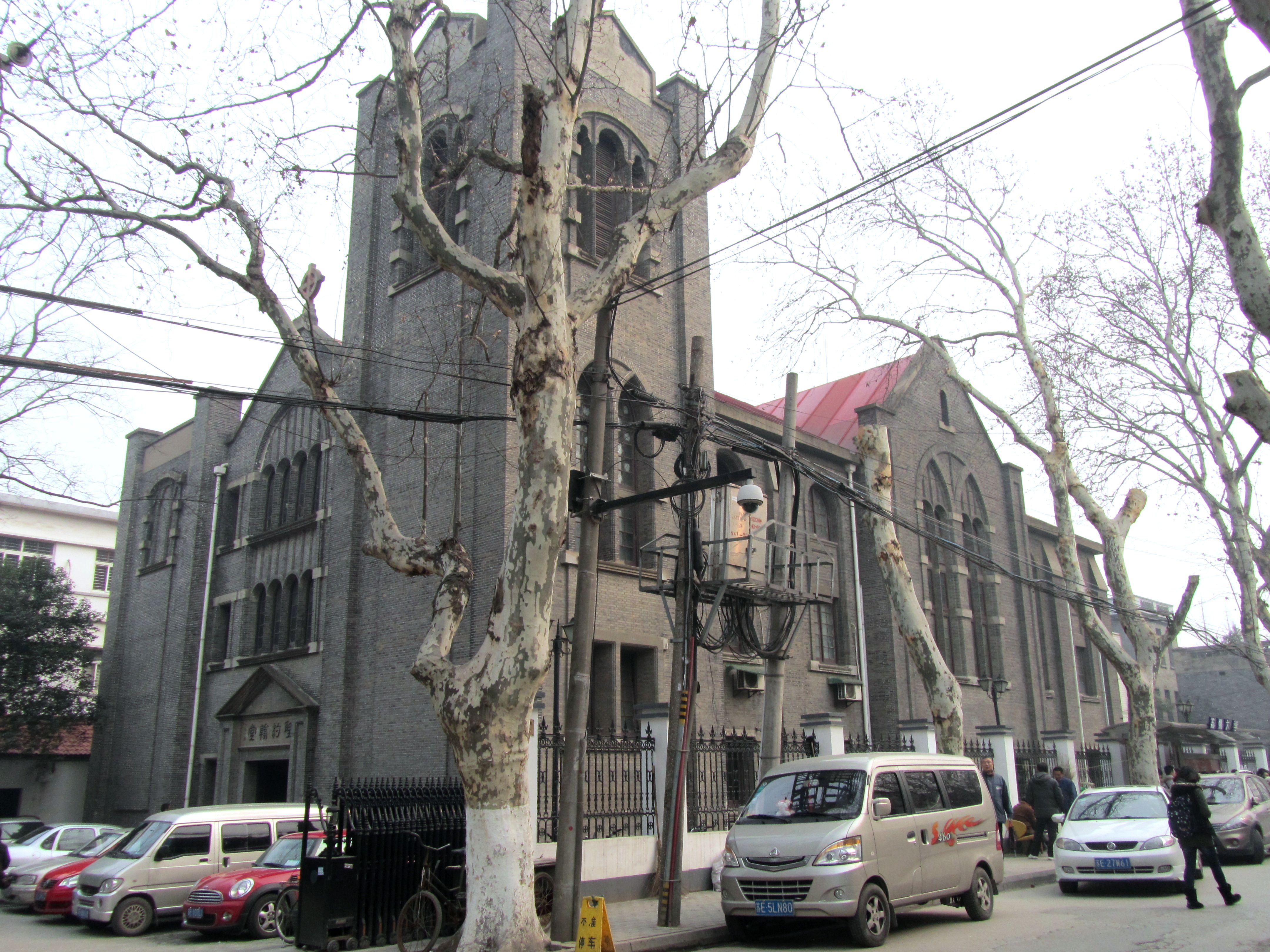
圣约翰堂

天赐庄是苏州姑苏区老街名，西至盛家带河水巷上的望信桥，东到苏州大学天赐庄校区，长250米。1980年代初并入十梓街，今为十梓街东端。天赐庄连同周边街巷，为苏州古城东南部一处以近代西式建筑群为特色的历史街区。
天赐庄原为宋高宗赐给韩世忠的庄园，因而得名。
清末至民国年间，美国卫理公会在此陆续开办圣约翰堂、东吴大学、博习医院等教会事业，形成大片近代西式建筑群。该建筑群大多保存完好，其中东吴大学旧址列为全国重点文物保护单位；景海女子师范学校旧址、博习医院旧址、圣约翰堂为苏州市文物保护单位。